# Station Neuilly-Saint-Front
Station Neuilly-Saint-Front was een spoorwegstation in de Franse gemeente Vichel-Nanteuil, op de lijn Trilport - Bazoches.
Het werd bediend door treinen van de TER Picardie en de TER Champagne-Ardenne.